# Zu cristatus
Zu cristatus ist ein pelagisch lebender Meeresfisch, der weltweit in tropischen und subtropischen Meeren vorkommt. Sein Verbreitungsgebiet im östlichen Atlantik reicht von Guinea bis Angola. Er wurde auch im Mittelmeer, bei Madeira, den Azoren und der Küste Südafrika nachgewiesen. Im westlichen Atlantik ist er von den Bermudas, der Küste Floridas und Kubas, dem nordöstlichen Golf von Mexiko und der Küste Guayana bekannt, im östlichen Pazifik von der Küste Kaliforniens bis Peru und den Galápagos-Inseln. Der Fisch war wegen seiner merkwürdigen Gestalt lange als „Trachypterus cristatus“ recht bekannt; Bonelli beschrieb ihn aber unter Trachipterus (was Rauflosser bedeutet), und diese Gattung wurde später zerteilt (Walters et Fitch 1960). 

## Merkmale
Zu cristatus erreicht eine Maximallänge von 1,18 Metern. Sein Körper ist langgestreckt und seitlich stark abgeflacht. Von anderen Sensenfischen kann er durch die hinten wellige Seitenlinie unterschieden werden. Die leuchtend rote, saumartige Rückenflosse erstreckt sich fast über die gesamte Körperlänge. Sie wird von 120 bis 150 Flossenstrahlen gestützt. Eine Afterflosse fehlt. Die Anzahl der Wirbel liegt bei 62 bis 69. Das Maul ist stark vorstreckbar (protraktil), was für leicht flüchtige Beutetiere spricht, die durch Saugschnappen erlangt werden.
Der Bauch junger Fische, unter einer Länge von 30 cm, hat zwischen den langen Bauchflossen und dem Anus ein stufenartiges Profil und verjüngt sich vor der Körpermitte plötzlich. Die ersten Flossenstrahlen der Rückenflosse sind stark verlängert. Die Schwanzflosse ist schwarz, groß und fächerförmig. Sie sitzt fast senkrecht (nach oben) auf dem zugespitzt auslaufenden Körperende. Die Farbe der Jungfische ist silbrig, mit sechs senkrechten Streifen auf dem Hinterteil des bandförmigen Körpers und vier senkrechten Streifen auf dem Bauch. Den Schwanzflossenstiel umgeben sechs senkrechte Bänder. 
Ausgewachsene Zu cristatus sind silbrig- bis bläulich-grau, auf der Unterseite heller, die winzige Schwanzflosse hinten rötlich-schwarz. Ihr Körper verjüngt sich gleichmäßig, Bauchflossen fehlen, die vorderen Rückenflossenstrahlen sind dann nicht mehr verlängert.

## Lebensweise
Zu cristatus lebt pelagisch und schwimmt in fast senkrechter Haltung, mit dem Kopf nach oben. Er ernährt sich von kleinen Fischen und von Kopffüßern. Eier, Larven und Jungfische sind ebenfalls pelagisch. Jungfische leben oberflächennah bis in Tiefen von 90 Metern, die Adulttiere sind möglicherweise Tiefseebewohner. Näheres ist nicht bekannt.